# 3317-es mellékút (Magyarország)
A 3317-es számú mellékút egy közel 27 kilométeres hosszúságú, négy számjegyű mellékút Hajdú-Bihar vármegye és Szabolcs-Szatmár-Bereg vármegye határvidékén; Hajdúnánástól húzódik Nyíregyháza központjáig. Kilométer-számozása arra utal, hogy eredetileg lényegesen – több mint 30 kilométerrel – hosszabb volt, kezdőpontja így valószínűleg Balmazújváros lehetett; ez esetben az „elveszett” szakasza ma a 3323-as útszámozást viselheti. Ezt a feltevést támasztja alá az a tény, hogy korábban, egy 1934-es miniszteri rendelet alapján egy harmadrendű főút ugyanezen a Balmazújváros-Hajdúnánás-Nyíregyháza nyomvonalon vezetett.

## Nyomvonala
2022-es állapot szerint a 30+495-ös kilométerszelvényétől indul, a Hajdúnánás központját övező körgyűrűből, ezen belül is a 3502-es útból kiágazva, annak a 12+850-es kilométerszelvénye közelében, északkeleti irányban. Alig fél kilométer után kilép a belterületről, bő 4 kilométer után pedig a település határát is átlépi, és hajdúdorogi területek közt folytatódik, keleti irányt véve. Hajdúdorogon lakott területet nem érint. Röviddel ezután keresztezi a 3503-as utat – amely ott 10,4 kilométer megtétele után jár, a 35-ös főút és Hajdúdorog központja között húzódva –, majd további néhány kilométer után újból északabbnak fordul és átlépi a megyehatárt, ahol Kálmánháza területére ér. Dorogi út néven halad át a település északi részén, s még mielőtt kilépne onnan, kiágazik belőle dél felé a 35 124-es számú mellékút – ez a lakott terület déli felébe, s azon át a különálló Petőfitanya községrészbe vezet.
Már Nyíregyháza határai között jár, amikor – felüljárón, csomópont nélkül – áthalad az M3-as autópálya felett, elhalad a különálló Felsősima településrész mellett, majd egy körforgalomba ér, ahol keresztezi a 338-as főutat. Ritkás beépítettségű területek közt folytatódik, ezen a szakaszon hol észak, hol dél felé ágaznak ki belőle alsóbbrendű utak – néha öt számjegyű közutak, mint a 35 128-as vagy a 35 123-as, néha csak önkormányzati utak – a közeli tanyabokrok felé. A belterület délnyugati szélét elérve Simai út lesz a neve, így szeli át – szintben, fél- és fénysorompós keresztezéssel – a Budapest–Záhony-vasútvonal vágányait is, majd kiágazik belőle dél felé a 3505-ös út, mint a megyeszékhely egyik iparterületi, tehermentesítő útszakasza. Utolsó pár száz méterén a város külső körgyűrűjén halad, Vasgyár utca néven, elhalad Nyíregyháza vasútállomás térsége mellett, és nem sokkal azt követően, az 57+320-as kilométerszelvényénél, a 36-os főútba beletorkollva ér véget, annak az 50+100-as kilométerszelvénye közelében.
Teljes hossza, az országos közutak térképes nyilvántartását szolgáló kira.kozut.hu adatbázisa szerint 26,825 kilométer.

## Története
1934-ben a kereskedelem- és közlekedésügyi miniszter 70 846/1934. számú rendelete szinte a mai teljes hosszában harmadrendű főúttá nyilvánította, a Balmazújváros és Nyíregyháza közti 335-ös főút részeként.

## Települések az út mentén
- Hajdúnánás
- (Hajdúdorog)
- Kálmánháza
- Nyíregyháza